# 小行星5095
小行星5095（5095 Escalante）是一颗绕太阳运转的小行星，为主小行星带小行星。该小行星于1983年7月10日发现。

## 轨道参数
小行星5095的轨道半长轴为2.4311758 UA，离心率为0.217。